# Thyridopteryx
Thyridopteryx is een geslacht van vlinders uit de familie van de zakjesdragers (Psychidae).

## Soorten
- Thyridopteryx alcora Barnes, 1905
- Thyridopteryx ephemeraeformis (Haworth, 1803)
- Thyridopteryx meadi Edwards, 1881